# Římskokatolická farnost Březová u Uherského Brodu
Římskokatolická farnost Březová u Uherského Brodu je územní společenství římských katolíků v děkanátu Uherský Brod s farním kostelem svatého Cyrila a Metoděje.

## Historie farnosti
Vesnice byla založena na začátku 17. století. Během následujícího století byla několikrát zpustošena a vypálena. K účelům duchovní správy sloužil původně kostelík sv. Jana Křtitele a Panny Marie, vybudovaný v roce 1747 stavitelem Jiřím Wergstadtem z Uherského Brodu. Špatný technický stav a rostoucí počet obyvatel přispěly k tomu, že v 60. letech 19. století byl zbudován nový, mnohem rozměrnější chrám. Základní kámen byl položen 19. července 1865. Chrám byl stavěn pět let, dokončen až v roce 1870.

## Duchovní správci
V roce 1747 byl zde ustanoven nadační expozita uherskobrodský, od stejného roku je známý přehled duchovních správců. V roce 1784 pak byla zřízena lokální kuracie. Samostatná farnost byla zřízena roku 1854. 
V letech 2016 - 2021 byl farářem R. D. Mgr. Pavel Vágner. Po reorganizaci arcidiecéze v důsledku pandemie koronaviru došlo k uvolnění fary a její správa je od srpna 2021 vedena z nedalekého Strání R.D. Jiřím Pospíšilem.

## Bohoslužby
Ve farnosti se konají pravidelně bohoslužby ve farním kostele – v neděli i ve všední dny.

## Aktivity farnosti
Farnost se pravidelně zapojuje do projektu Noc kostelů.
Ve farnosti se pravidelně koná tříkrálová sbírka. V roce 2017 se při ní vybralo v Březové 23 00̟1 korun a v Lopeníku 10 451 korun.